# Lordiphosa biconvexa
Lordiphosa biconvexa är en tvåvingeart som först beskrevs av Zhang och Liang 1992.  Lordiphosa biconvexa ingår i släktet Lordiphosa och familjen daggflugor. Inga underarter finns listade i Catalogue of Life.